# Mapa de Madaba

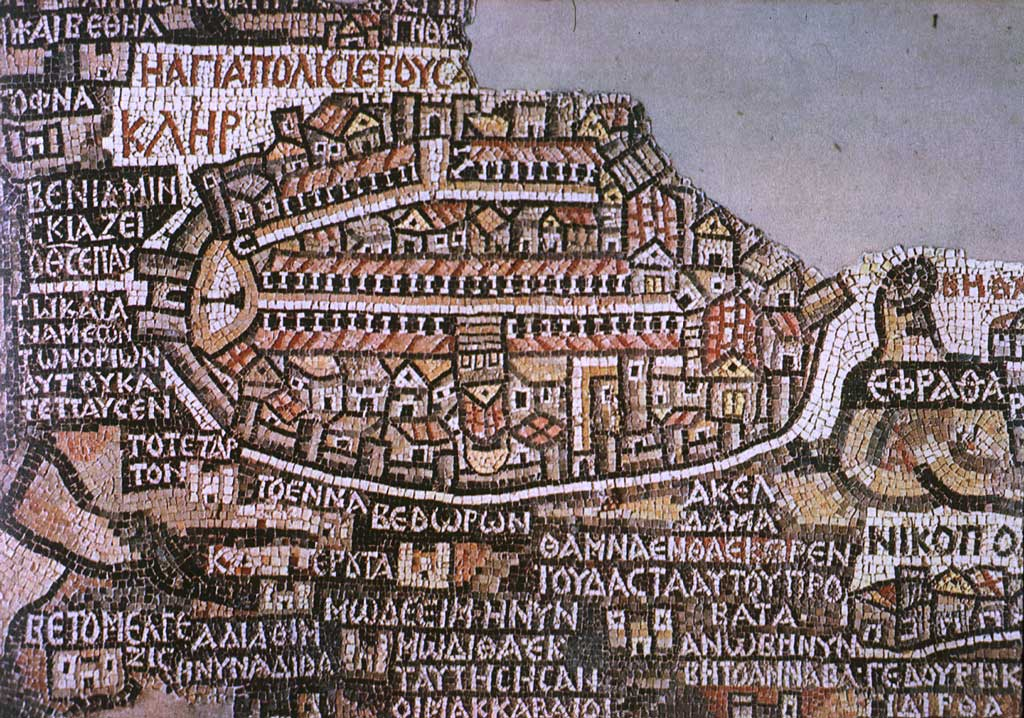
Jerusalén en el mapa de Madaba.

El mapa de Madaba, también conocido como mosaico de Madaba, es una parte del mosaico que cubre el suelo de la iglesia bizantina de San Jorge en Madaba (Jordania). El mapa de Madaba es la representación cartográfica más antigua de Jerusalén y la Tierra Santa que se conserva. Data del siglo VI de nuestra era. 

## Historia
En el mapa-mosaico de Madaba aparece la Iglesia Nea de Jerusalén, que se consagró el 20 de noviembre de 542. En la imagen no aparecen edificios construidos después del año 570, por lo que el período de tiempo en el que se creó el mapa queda limitado al comprendido entre esos dos años. El mosaico fue realizado por artistas anónimos, probablemente miembros de la comunidad cristiana de Madaba, donde en aquella época había un obispo. En 614, el Imperio persa conquistó Madaba. En el siglo VIII los gobernantes musulmanes de la dinastía Omeya, eliminaron algunas figuras del mosaico. En el año 746 un terremoto destruyó la mayor parte de Madaba, y la ciudad fue abandonada.
El mosaico se redescubrió en 1894, durante la construcción de una nueva iglesia ortodoxa en el lugar de la antigua. A lo largo de las décadas siguientes, varias partes del mosaico fueron dañadas por los incendios, las actividades en la nueva iglesia y los efectos de la humedad. En diciembre de 1964, la Fundación Volkswagen donó a la Deutscher Verein für die Erforschung Palästinas ("Sociedad Alemana para la Exploración de Palestina") 90.000 marcos para la conservación del mosaico. En 1965, los arqueólogos Heinz Cüppers y Herbert Donner llevaron a cabo la restauración de las partes del mosaico que se conservaban.

## Descripción
El mosaico se encuentra en el ábside de la iglesia de San Jorge de Madaba. A diferencia de los mapas modernos no se orienta hacia el norte, sino hacia el este, donde se encuentra el altar de forma que su posición coincide con los puntos cardinales. En su origen medía 21 x 7 m. y constaba de más de dos millones de teselas, aunque sus dimensiones actuales son 16 x 5 m. 

### Representación topográfica
El mapa representa el área que va desde el Líbano (en el norte) hasta el delta del Nilo (en el sur), y desde el mar Mediterráneo (oeste) hasta el desierto arábigo. Entre otros accidentes geográficos, aparece el mar Muerto con dos barcos de pesca, varios puentes que unen las orillas del río Jordán, peces en el río que se alejan del mar Muerto; un león, que casi no se puede reconocer debido a la introducción de nuevas teselas durante el período de los iconoclastas, cazando una gacela en el desierto de Moab, Jericó rodeada de palmeras, Belén y otros escenarios de la historia bíblica cristiana. Puede que el mapa sirviera para ayudar a los peregrinos a orientarse en su camino a Tierra Santa. Aparecen aproximadamente 150 poblaciones y aldeas, todas ellas rotuladas con explicaciones en griego.  

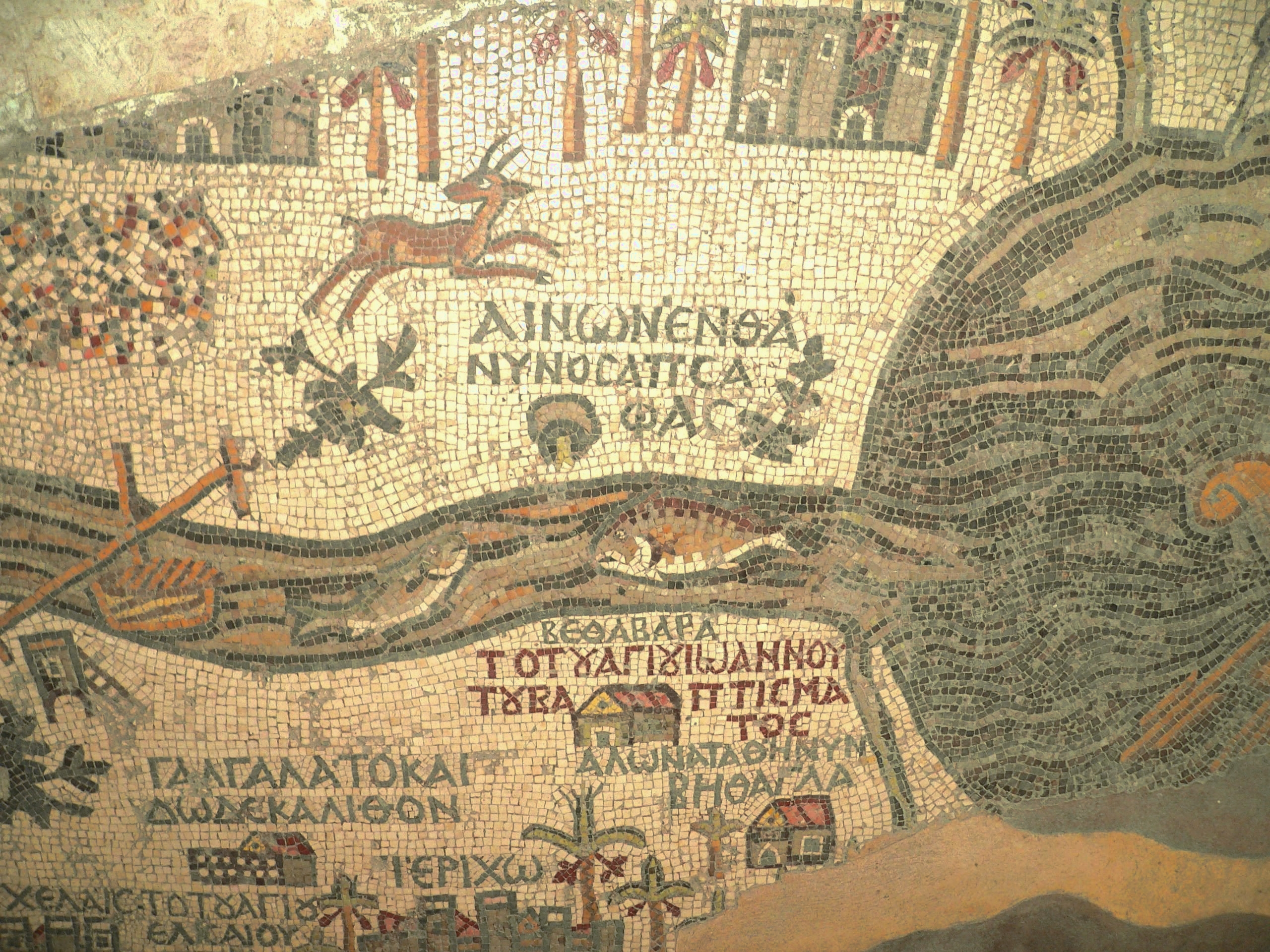
Lugar del bautismo de Juan el Bautista en la desembocadura del Jordán y un león (casi borrado) tratando de dar caza a una gacela.

El elemento más grande y detallado de la descripción topográfica es Jerusalén, en el centro del mapa. El mosaico muestra con claridad varias construcciones importantes de la Ciudad Vieja: la Puerta de Damasco, la Puerta de los Leones, el Puente Dorado, la Puerta de Sion, la iglesia del Santo Sepulcro, la Iglesia de los Teotocos, la Torre de David y el Cardo Maximus. Esta vista reconocible de la topografía urbana convierte al mosaico en una fuente clave para conocer el Jerusalén bizantino. También son importantes las imágenes detalladas de ciudades como Neapolis, Ascalón, Gaza, Pelusio y Charachmoba, todas ellas tan precisas que se podrían denominar "planos callejeros".

## Importancia científica
El mapa de Madaba es el mosaico geográfico más antiguo que se conoce en la historia del arte. Es muy importante para la localización y verificación de los escenarios bíblicos. El estudio del mapa desempeñó un papel muy importante en responder a la ubicación topográfica de Ascalón (en el mapa Asqalan).
En 1967, las excavaciones en el Barrio Judío de Jerusalén revelaron que la Iglesia Nea y el Cardo Maximus se encontraban en el lugar indicado por el mapa de Madaba.
El 10 de febrero de 2010, nuevas excavaciones confirmaron la precisión del mapa, con el descubrimiento de una ruta que aparece en el mismo y que recorre el centro de Jerusalén.

## Copias del mapa de Madaba
Existe una copia del mapa-mosaico de Madaba en la colección del Instituto Arqueológico de la Universidad de Gótinga. La hicieron los arqueólogos del Rheinisches Landesmuseum de Tréveris durante los trabajos de conservación que se desarrollaron en Madaba en 1965. Hay otra copia, fabricada por los alumnos de la Escuela de Mosaicos de Madaba y se encuentra en el Akademisches Kunstmuseum de Bonn.

## Imágenes

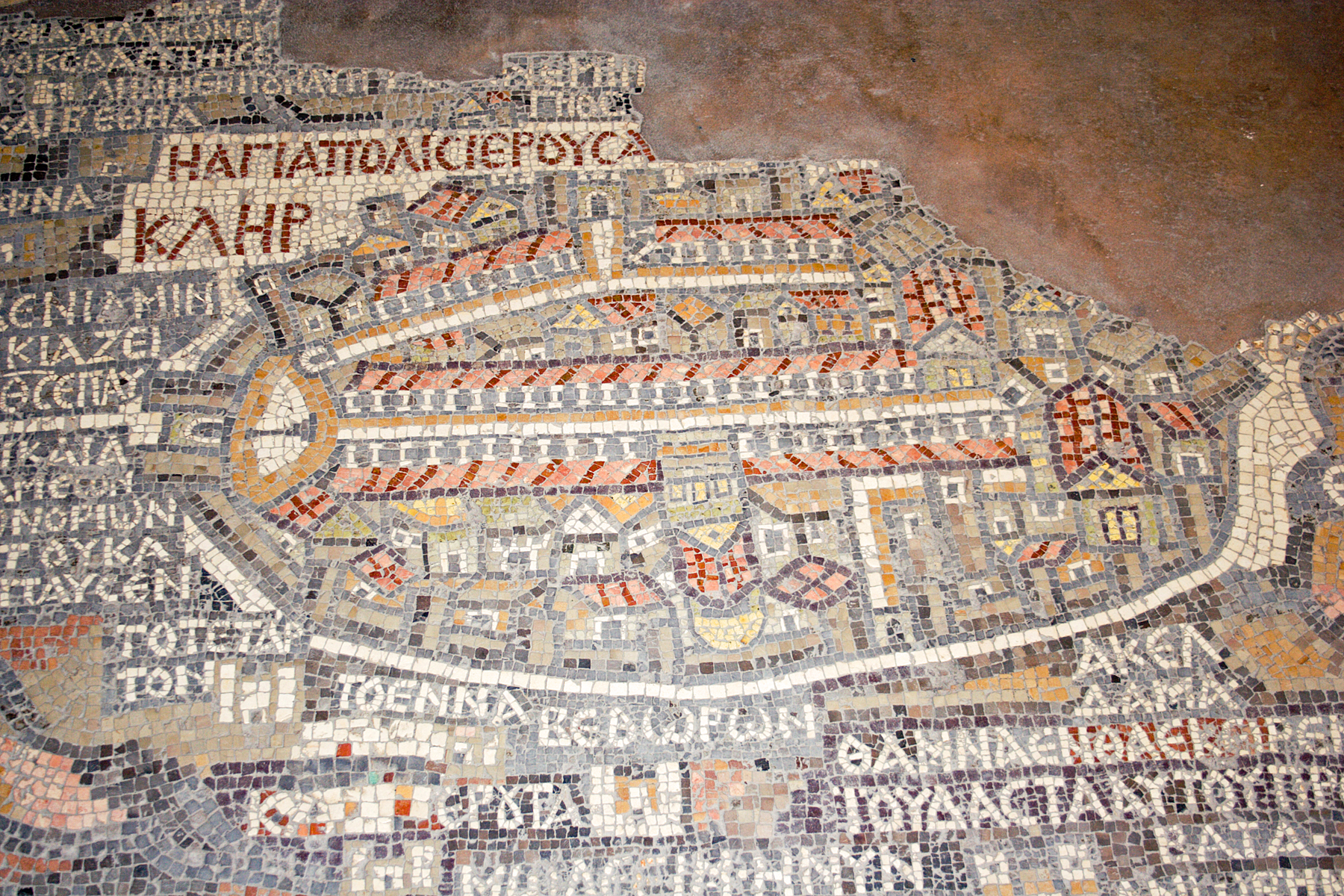
Jerusalén en el mapa mosaico de Madaba
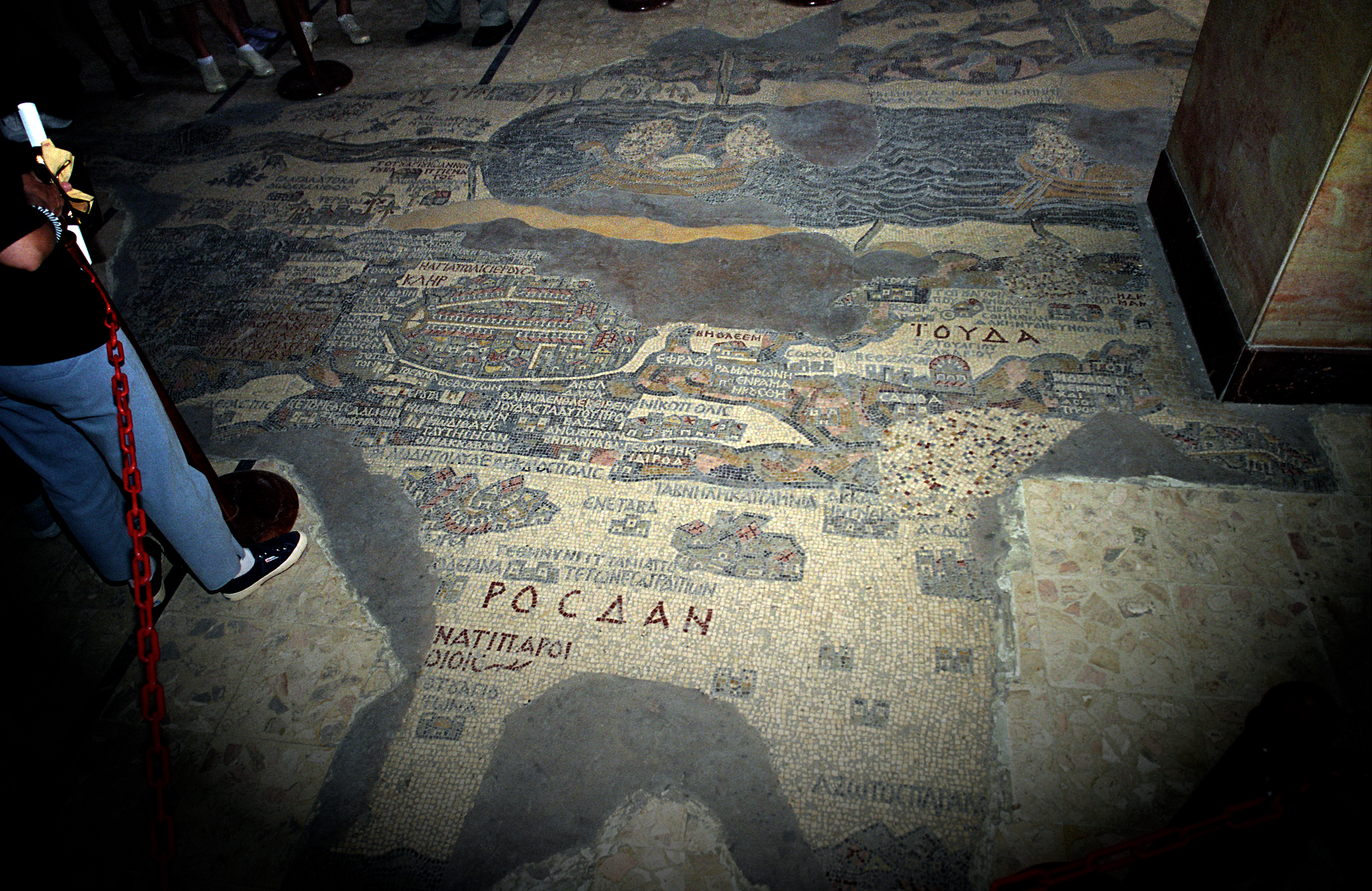
Mapa-mosaico de Madaba - Basílica ortodoxa griega de San Jorge en Madaba
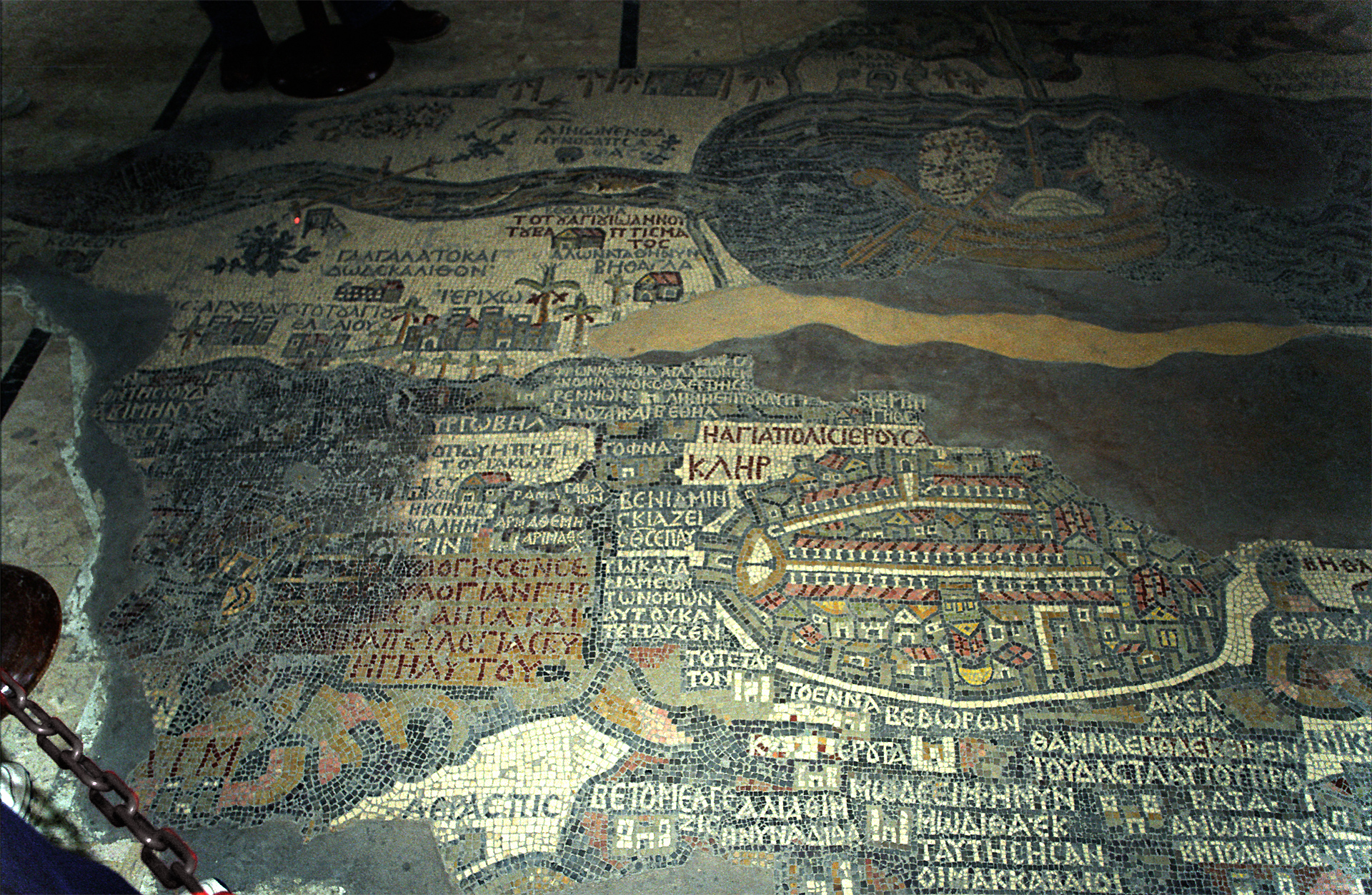
Mapa-mosaico de Madaba - Basílica ortodoxa griega de San Jorge en Madaba
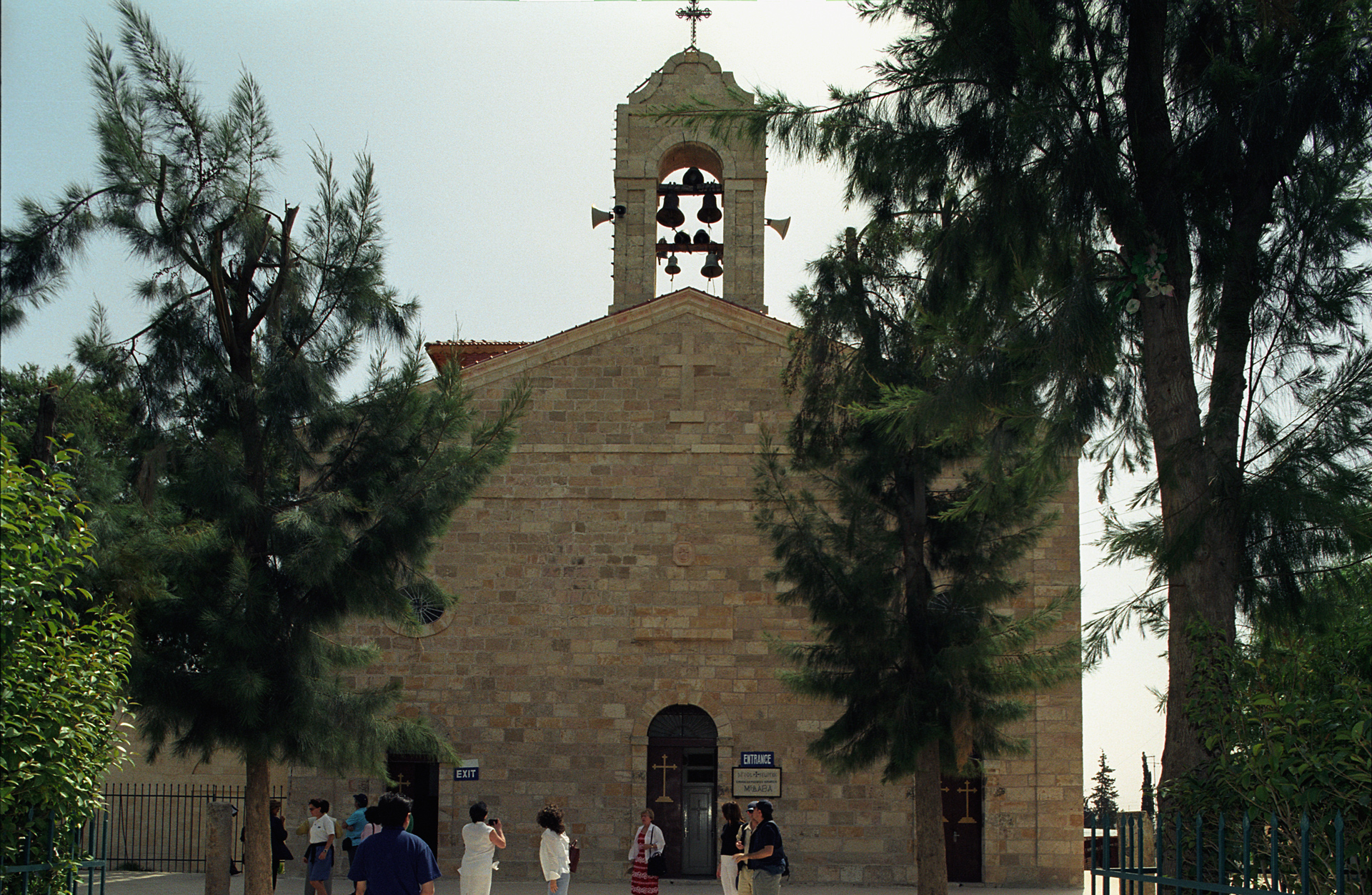
Madaba, Basílica ortodoxa griega de San Jorge